# 弗雷德里克·瑟高
弗雷德里克·瑟高（丹麥語：Frederik Søgaard，1997年7月25日—），丹麥男子羽毛球運動員。

## 簡歷
2014年11月，弗雷德里克·瑟高與青年期的马蒂亚斯·贝尔-斯密特出戰芬蘭國際賽，在男双决赛以2比1（25-23、15-21、21-17）击败了赛会7号种子、队友的卡斯珀·安东森/奥利弗·巴比克，夺得其首个國際系列賽男双冠军。
2015年3月，弗雷德里克·瑟高代表丹麦参加波蘭盧賓举办的歐洲青年羽毛球錦標賽，助丹麦队赢得混合團體季军；此外，还与两位青年期的马蒂亚斯·贝尔-斯密特/萨拉·伦高分别赢得男子雙打季军以及混合雙打亚军。同年11月，他代表丹麥參加秘魯利馬舉行的世界青年羽毛球錦標賽，與青年期的乔尔·叶佩赢得男子雙打亚軍。
2016年5月，弗雷德里克·瑟高与马蒂亚斯·贝尔-斯密特出战斯洛文尼亞羽毛球國際賽，在男双决赛以1比2（9-21、22-20、18-21）不敌赛会头号种子、爱尔兰的乔舒亚·马吉/山姆·马吉，赢得亚军。同年9月，他与卡斯珀·安东森出战比利時羽毛球國際賽，在男双準决赛以0比2（15-21、18-21）不敌中华台北的盧敬堯/楊博涵。同期9月，他与马蒂亚斯·贝尔-斯密特出战布拉格羽毛球公開賽，在男双决赛以1比2（17-21、22-20、15-21）不敌中华台北的盧敬堯/楊博涵，赢得亚军。同年12月，他与卡斯珀·安东森出战意大利羽毛球國際賽，在男双準决赛以1比2（21-10、17-21、19-21）不敌赛会6号种子、瑞典的理查德·艾德斯泰特/尼科·鲁波宁。
2017年3月，弗雷德里克·瑟高与马蒂亚斯·贝尔-斯密特出战奧爾良羽毛球國際挑戰賽，在男双準决赛以1比2（15-21、21-17、16-21）不敌印尼的凯纳斯·阿迪·哈迪安托/穆罕默德·利萨·巴列维·伊斯法哈尼。同年9月，他与马蒂亚斯·贝尔-斯密特出战比利時羽毛球國際賽，在男双準决赛以0比2（13-21、19-21）不敌赛会头号种子、英格兰的彼得·布里格斯/汤姆·沃尔芬登。
2018年3月，弗雷德里克·瑟高与马蒂亚斯·贝尔-斯密特出战葡萄牙羽毛球國際賽，在男双决赛以0比2（21-23、18-21）不敌中华台北的盧震/葉宏蔚，赢得亚军。同年9月，他与大卫·道嘉德出战比利時羽毛球國際賽，在男双决赛以1比2（21-11、18-21、17-21）不敌赛会头号种子、荷兰强档的雅高·阿伦斯/鲁宾·吉尔，赢得亚军。

## 主要比賽成績
只列出曾進入準決賽的國際賽事成績：
| 年份   | 賽事                       | 公開賽級別 | 項目     | 拍檔                 | 成績   |
| ------ | -------------------------- | ---------- | -------- | -------------------- | ------ |
| 2014年 | 芬蘭羽毛球國際賽           | 國際系列賽 | 男子雙打 | 马蒂亚斯·贝尔-斯密特 | 冠軍   |
| 2015年 | 歐洲青年羽毛球錦標賽       | 其他       | 混合團體 | －                   | 季軍   |
| 2015年 | 歐洲青年羽毛球錦標賽       | 其他       | 男子雙打 | 马蒂亚斯·贝尔-斯密特 | 季軍   |
| 2015年 | 歐洲青年羽毛球錦標賽       | 其他       | 混合雙打 | 萨拉·伦高            | 亞軍   |
| 2015年 | 世界青年羽毛球錦標賽       | 其他       | 男子雙打 | 乔尔·叶佩            | 亞軍   |
| 2016年 | 斯洛文尼亞羽毛球國際賽     | 國際系列賽 | 男子雙打 | 马蒂亚斯·贝尔-斯密特 | 亞軍   |
| 2016年 | 比利時羽毛球國際賽         | 國際挑戰賽 | 男子雙打 | 卡斯珀·安东森        | 準決賽 |
| 2016年 | 布拉格羽毛球公開賽         | 國際挑戰賽 | 男子雙打 | 马蒂亚斯·贝尔-斯密特 | 亞軍   |
| 2016年 | 意大利羽毛球國際賽         | 國際挑戰賽 | 男子雙打 | 卡斯珀·安东森        | 準決賽 |
| 2017年 | 奧爾良羽毛球國際挑戰賽     | 國際挑戰賽 | 男子雙打 | 马蒂亚斯·贝尔-斯密特 | 準決賽 |
| 2017年 | 比利時羽毛球國際賽         | 國際挑戰賽 | 男子雙打 | 马蒂亚斯·贝尔-斯密特 | 準決賽 |
| 2018年 | 葡萄牙羽毛球國際賽         | 國際系列賽 | 男子雙打 | 马蒂亚斯·贝尔-斯密特 | 亞軍   |
| 2018年 | 比利時羽毛球國際賽         | 國際挑戰賽 | 男子雙打 | 大卫·道嘉德          | 亞軍   |
| 2018年 | 匈牙利羽毛球國際賽         | 國際挑戰賽 | 男子雙打 | 大卫·道嘉德          | 冠軍   |
| 2018年 | 蘇格蘭羽毛球公開賽         | 超級100賽  | 男子雙打 | 大卫·道嘉德          | 亞軍   |
| 2019年 | 歐洲羽毛球混合團體錦標賽   | 其他       | 混合團體 | －                   | 冠軍   |
| 2019年 | 芬蘭羽毛球公開賽           | 國際挑戰賽 | 混合雙打 | 亚历山德拉·博尔      | 準決賽 |
| 2020年 | 歐洲羽毛球男女子團體錦標賽 | 其他       | 男子團體 | －                   | 冠軍   |
| 2021年 | 歐洲羽毛球混合團體錦標賽   | 其他       | 混合團體 | －                   | 冠軍   |
| 2021年 | 葡萄牙羽毛球國際賽         | 國際系列賽 | 男子雙打 | 马德斯·皮勒尔·科尔丁 | 冠軍   |
| 2021年 | 西班牙羽毛球大師賽         | 超級300賽  | 男子雙打 | 亞當·霍爾            | 準決賽 |
| 2021年 | 奧地利羽毛球公開賽         | 國際系列賽 | 男子雙打 | 马德斯·皮勒尔·科尔丁 | 準決賽 |
| 2021年 | 湯姆斯盃                   | 其他       | 男子團體 | －                   | 季軍   |
| 2022年 | 波蘭羽毛球公開賽           | 國際挑戰賽 | 男子雙打 | 拉斯穆斯·克亞爾      | 冠軍   |
| 2022年 | 荷蘭羽毛球國際賽           | 國際系列賽 | 男子雙打 | 拉斯穆斯·克亞爾      | 冠軍   |
| 2022年 | 湯姆斯盃                   | 其他       | 男子團體 | －                   | 季軍   |
| 2022年 | 愛爾蘭羽毛球公開賽         | 國際挑戰賽 | 男子雙打 | 拉斯穆斯·克亞爾      | 亞軍   |
| 2022年 | 威爾斯羽毛球國際賽         | 國際挑戰賽 | 男子雙打 | 拉斯穆斯·克亞爾      | 冠軍   |
| 2022年 | 加拿大羽毛球國際挑戰賽     | 國際挑戰賽 | 男子雙打 | 拉斯穆斯·克亞爾      | 冠軍   |
| 2023年 | 歐洲羽毛球混合團體錦標賽   | 其他       | 混合團體 | －                   | 冠軍   |
| 2023年 | 丹麥羽毛球大師賽           | 國際挑戰賽 | 男子雙打 | 拉斯穆斯·克亞爾      | 冠軍   |
| 2023年 | 加拿大羽毛球公開賽         | 超級500賽  | 男子雙打 | 拉斯穆斯·克亞爾      | 亞軍   |
| 2023年 | 北極羽毛球公開賽           | 超級500賽  | 男子雙打 | 拉斯穆斯·克亞爾      | 準決賽 |
| 2023年 | 賽義德·莫迪羽毛球國際賽    | 超級300賽  | 男子雙打 | 拉斯穆斯·克亞爾      | 準決賽 |
| 2024年 | 歐洲羽毛球男女子團體錦標賽 | 其他       | 男子團體 | －                   | 冠軍   |
| 2024年 | 德國羽毛球公開賽           | 超級300賽  | 男子雙打 | 拉斯穆斯·克亞爾      | 準決賽 |
| 2024年 | 歐洲羽毛球錦標賽           | 其他       | 男子雙打 | 拉斯穆斯·克亞爾      | 季軍   |
| 2024年 | 加拿大羽毛球公開賽         | 超級500賽  | 男子雙打 | 拉斯穆斯·克亞爾      | 準決賽 |
| 2025年 | 歐洲羽毛球混合團體錦標賽   | 其他       | 混合團體 | －                   | 冠軍   |
| 2025年 | 歐洲羽毛球錦標賽           | 其他       | 男子雙打 | 拉斯穆斯·克亞爾      | 季軍   |

| 2007-2017年 | 首要超級賽 | 超級賽 | 黃金大獎賽 | 大獎賽 | 國際挑戰賽 | 國際系列賽 | 未來系列賽 | 其他 |

| 2018-2026年 | 總決賽 | 超級1000賽 | 超級750賽 | 超級500賽 | 超級300賽 | 超級100賽 | 國際挑戰賽 | 國際系列賽 | 未來系列賽 | 其他 |